# Kasteel Ter Beck

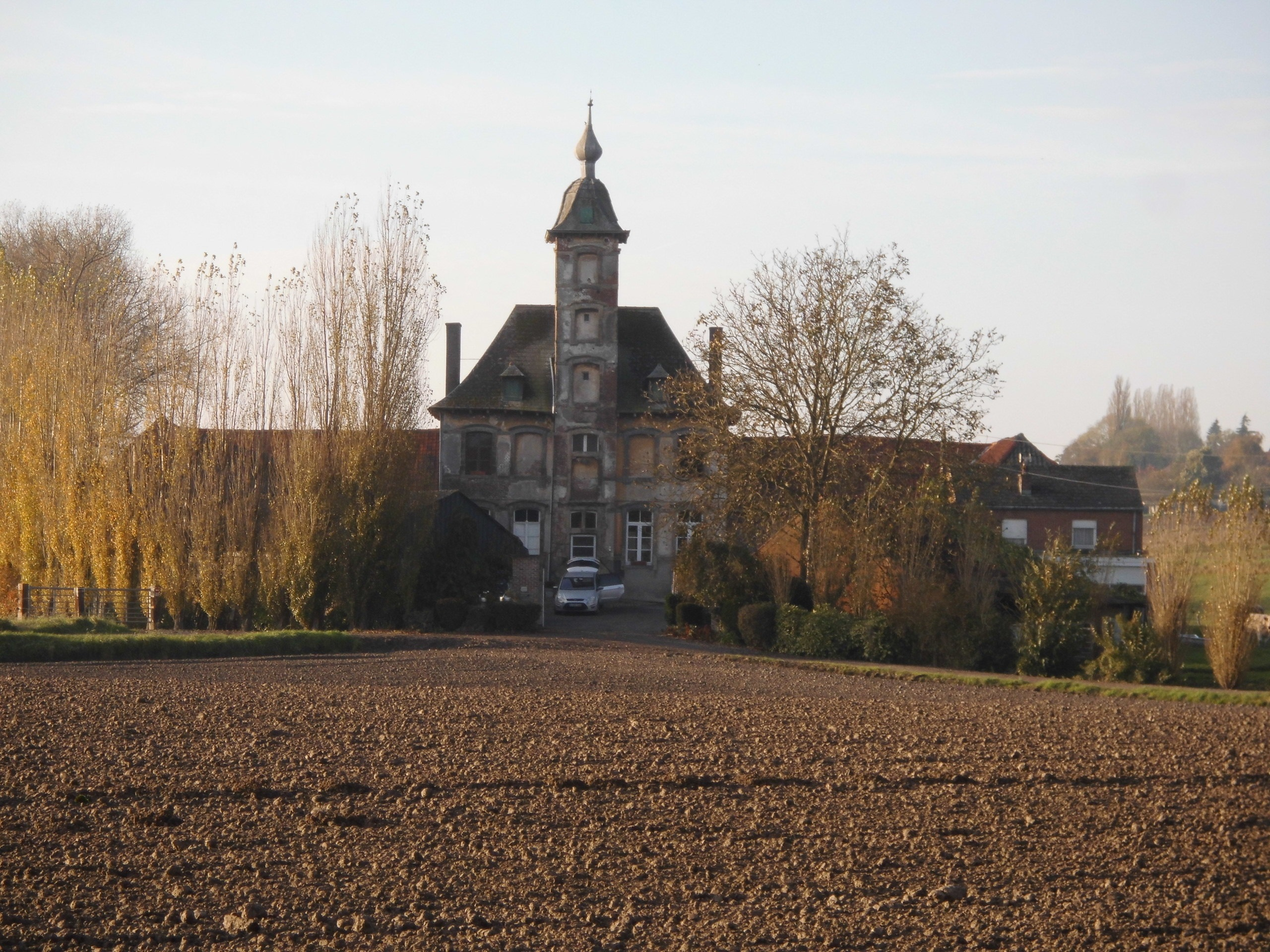
Kasteel Ter Beck

Het Kasteel Ter Beck is een kasteel in de Beekstraat in Elsegem (Wortegem-Petegem). Het kasteeltje was in de 16de en 17de eeuw een feodale omwalde motte. Op de Ferrariskaart stond het vermeld als Maison ter Beke. Het kasteel zou eerst in het bezit zijn geweest van de Orde der Tempeliers. Het kasteeltje werd in 1687 opgetrokken op een terp en bevat een centrale toren. Het bakstenen geheel heeft 18de-eeuwse geveldecoratie en dakkapelletjes.